# Definicja
Definicja (z łac. definitio; od czas. definire: de + finire, „do końca, granicy”; od finis: granica, koniec) – wypowiedź o określonej budowie, w której informuje się o znaczeniu pewnego wyrażenia przez wskazanie innego wyrażenia oddającego sens sformułowania, np. jego zakres nazwy. Wyróżnia się kilkanaście rodzajów definicji:
- realne, a wśród nich – klasyczne[2];
- nominalne, a wśród nich – treściowe, zakresowe, analityczne, syntetyczne i regulujące;
- wyraźne;
- w uwikłaniu, a wśród nich – przez postulaty, indukcyjne (rekurencyjne[3]) i przez abstrakcję;
- cząstkowe;
- perswazyjne[4].

Definicja jest narzędziem, które:
- wzbogaca język o nowe zwroty
- chroni wypowiedzi przed wieloznacznością
- uściśla znaczenia wyrazów i zwrotów
- pogłębia rozumienie wyrazów i zwrotów.

## Budowa definicji
Biorąc za przykład następującą definicję:
Okrąg to zbiór wszystkich punktów na danej płaszczyźnie oddalonych o daną odległość od danego punktu
można zauważyć, że wszystkie definicje równościowe i niektóre cząstkowe zawierają następujące elementy:
1. wyrażenie definiowane, łac. definiendum – to, co ma być zdefiniowane[5]. W podanym przykładzie: pojęcie „okrąg”;
2. łącznik definicyjny, inaczej spójka definicyjna – definicyjny znak równości: „jest”, „to”, „oznacza”, „jest to” i tym podobne albo myślnik (półpauza lub pauza);
3. wyrażenie definiujące, łac. definiens – wyrażenie, za pomocą którego definicja informuje o znaczeniu wyrażenia definiowanego[5]. W podanym przykładzie: wyrażenie „zbiór wszystkich punktów na danej płaszczyźnie oddalonych o daną odległość od danego punktu”.

## Główne rodzaje definicji

### Definicje realne
Jednoznaczna albo niejednoznaczna charakterystyka jakiegoś pojęcia, którą można wypowiedzieć w dowolnym języku – na przykład Bursztyn jest to żywica skamieniała.
Istotną cechą budowy takiej definicji jest forma łącznika definicyjnego. Ma on postać wyrażenia „jest to”, „to tyle, co” lub innego odsyłającego do cech danego przedmiotu.

### Definicje nominalne
Wypowiedź informująca o znaczeniu danego wyrażenia w danym języku – na przykład Słowo „bursztyn” znaczy tyle, co „żywica skamieniała”.
Istotną cechą budowy takiej definicji jest forma łącznika definicyjnego. Ma on postać wyrażenia „znaczy tyle, co” lub „należy rozumieć jako” lub innego odsyłającego do znaczenia słowa w danym języku.
UWAGA
Należy zauważyć, że wypowiedzenie definicji realnej danego przedmiotu informuje o znaczeniu słowa oznaczającego ten przedmiot w języku, do którego ta wypowiedź należy, a więc jest w tym języku definicją nominalną tego słowa. Przytoczona wyżej definicja realna bursztynu jest w języku polskim definicją nominalną słowa „bursztyn” – można powiedzieć, że podając cechy charakterystyczne pojęcia jednocześnie informuje o znaczeniu słowa w języku polskim.

### Definicje równościowe
Inne nazwy to: definicja normalna; do definicji normalnych zalicza się te klasyczne. Definicja równościowa dostarcza kryteriów pozwalających na rozstrzygnięcie – z reguły wobec każdego przedmiotu – czy podpada on pod wyraz (zwrot) definiowany (definiendum), czy nie podpada. Inaczej jest to taka definicja, która przedstawia swoistą równość między wyrazem lub zwrotem, o znaczeniu którego informuje, lub typowym dla tego wyrazu (zwrotu) kontekstem a wyrażeniem, za pomocą którego o tym znaczeniu informuje.

### Definicje cząstkowe
Istnieją również definicje, które nie dostarczają kryteriów pozwalających na rozstrzygnięcie w stosunku do każdego przedmiotu, czy podpada on pod wyraz (zwrot) definiowany, czy nie podpada. Nie określają one w pełni znaczenia i zakresu definiowanego wyrazu, dają o nim jedynie informację niepełną, cząstkową. Tego rodzaju definicje, mające szerokie zastosowanie w nauce, w nauczaniu i w życiu codziennym, nazywa się definicjami cząstkowymi. Wskazać można dwa powody stosowania definicji cząstkowych:
- aktualny stan wiedzy w danej dziedzinie nie daje podstawy do sformułowania definicji równościowej używanego w języku tej dziedziny terminu, co ma miejsce przeważnie w obrębie nauk humanistycznych, na przykład „umysł”, „świadomość”, „dzieło sztuki”;
- istnieją terminy, których nie da się definiować równościowo, na przykład „widzialny”, „odczuwalny”, „łamliwy”, „gra”.

## Rodzaje definicji równościowych

### Stylizacje przedmiotowa i językowa
- Definicja w stylizacji przedmiotowej jest to taka definicja nominalna, która na gruncie danego języka jest wypowiedzią definicji realnej przedmiotu oznaczonego przez – należący do tego języka – wyraz (zwrot) definiowany.

Definicja ta informuje o znaczeniu terminu definiowanego drogą dostarczenia informacji o cechach posiadanych przez przedmiot, do którego odnosi się definiowany termin. Jest ona zatem wypowiedzią o przedmiocie, którego dany termin jest znakiem w danym języku.
Przykład:
Bursztyn jest to skamieniała żywica.
Powyższa definicja informuje o znaczeniu wyrazu „bursztyn” w języku polskim w taki sposób, że: a) mówi o cechach bursztynu; i jednocześnie b) pokazuje, jak rozumieć ten termin zgodnie ze znaczeniem odpowiadającym mu w języku polskim.
- Definicja w stylizacji językowej jest to definicja, która mówi o wyrazie (zwrocie) definiowanym.

W tego typu definicji stwierdzamy równość znaczeń (albo zakresów) definiendum i definiensa, posługując się nazwami tych wyrażeń utworzonymi przy pomocy cudzysłowu.
Przykład:
Wyraz „bursztyn” znaczy tyle, co wyrażenie „żywica skamieniała”.
Definicja ta nie mówi o bursztynie, lecz o nazwie (znaczeniu) pewnego przedmiotu – o nazwie (znaczeniu) przedmiotu bursztyn.

### Definicje wyraźne i kontekstowe
- Definicja wyraźna jest to definicja podająca przekład wyrażenia definiowanego.

Przykład:
Okrąg to zbiór wszystkich punktów na danej płaszczyźnie oddalonych o daną odległość od danego punktu.
- Definicja kontekstowa jest to definicja podająca kontekst, w którym dany wyraz jest uwikłany.

Przykład:
x jest dziadkiem y wtedy i tylko wtedy, gdy x jest ojcem ojca lub matki y.

### Definicje sprawozdawcze i projektujące
- Definicja sprawozdawcza jest to definicja informująca o zastanym znaczeniu danego przedmiotu[9]. Tym rodzajem definicji posługujemy się głównie celem przekazywania wiedzy zastanej; przykład:

Okrąg to zbiór wszystkich punktów na danej płaszczyźnie oddalonych o daną odległość od danego punktu.
- Definicja projektująca jest to definicja, która:

a) wprowadza do danego języka nowy wyraz (zwrot); lub
b) ze względu na jakiś określony cel zmienia zastane w danym języku znaczenie danego wyrazu (zwrotu). Taką definicję nazywa się niekiedy definicją regulującą i najczęściej koryguje ona jakąś wadę znaczeniową, głównie nieostrość lub niewyraźność.
Przykład skorygowania wady nieostrości:
Wada ta polega na tym, że znaczenie danego wyrazu (zwrotu) nie wyznacza jednoznacznie jego zakresu (nie potrafimy wskazać wszystkich przedmiotów, które pod tę nazwę podpadają). Dobrym na to przykładem jest nieostry wyraz „wysoki” używany w odniesieniu do ludzi, dla którego nie potrafimy jednoznacznie wskazać ludzi wysokich.
Przyjmując np. taką definicję regulującą: Osoba wysoka to taka, która mierzy nie mniej niż 175 cm wzrostu rozstrzygniemy bez trudu każde pytanie o postaci „Czy x jest wysoki?”.
Przykład skorygowania wady niewyraźności:
Wada ta polega na tym, że znaczenie danego wyrazu (zwrotu) nie wyznacza jednoznacznie zbioru jego desygnatów. Dobrym przykładem jest niewyraźna nazwa "idealizm", dla której nie potrafimy wymienić zbioru cech przysługujących jej i tylko jej.
Przyjmując np. taką definicję regulującą: Idealizmem nazwiemy każdy kierunek, nurt lub stanowisko filozoficzne, które jest w opozycji do materializmu rozstrzygniemy każde pytanie o postaci: Czy x jest idealizmem?"
Definicja projektująca jest definicją projektującą tylko do momentu, aż zostanie przyjęta przez jakąś grupę ludzi (np. wspólnotę uczonych). Od tego momentu jest ona definicją sprawozdawczą.
Większość terminów, jakimi posługują się nauki, wprowadzonych zostało drogą definicji projektujących, przykładowo metr jako jedna tysięczna kilometra czy prędkość jako iloraz drogi i czasu. Dziś, gdy terminy te funkcjonują w nauce, definicje te mają charakter sprawozdawczych.

### Definicje tylko podające znaczenie i te określające znaczenie
- Definicja tylko podająca znaczenie definiowanego wyrazu jest to definicja, w której definiendum i definiens mają taką samą zawartość informacyjną.

Definicja taka uczy jak przekładać jeden zwrot na drugi.
Przykład:
Angielski wyraz „table” znaczy tyle co polski wyraz „stół”.
- Definicja określająca znaczenie definiowanego wyrazu jest to definicja, w której definiens ma większą zawartość informacyjną niż definiendum.

Definicja ta pogłębia rozumienie definiowanego terminu, jest ona maksymalnie zwięzłym wykładem istotnej treści definiowanego terminu.
Przykład:
Okrąg to zbiór wszystkich punktów na danej płaszczyźnie oddalonych o daną odległość od danego punktu.

### Definicje określające znaczenie: analityczna i syntetyczna
Definicje określające znaczenie definiowanego terminu podzielić można na analityczne i syntetyczne:
- definicja analityczna określa znaczenie definiowanego terminu sprawozdawcza;
- definicja syntetyczna określa znaczenie definiowanego terminu projektująca.

## Rodzaje definicji cząstkowych

### Definicje ostensywne (deiktyczne)
Najbardziej ogólnie rzecz biorąc, definicja ostensywna jest to definicja informująca o znaczeniu (sposobie rozumienia) danego terminu przez wskazanie w jakiś sposób (np. gestem wskazującym) konkretnego egzemplarza (konkretnych egzemplarzy) przedmiotu będącego desygnatem definiowanego terminu. Składa się na nią, oprócz formuły słownej (np. to jest A), wskazanie desygnatu podpadającego pod to pojęcie.
Definicje ostensywne (z łac. ostendo – wskazuję) stanowią istotny element metody dydaktycznej (stosowanej np. w nauczaniu: języków obcych, jak też niemowląt pierwszego języka) zwanej metodą poglądową. Ta forma definiowania daleka jest od ścisłości, dlatego też kwestia uściślania przekazywanej przy pomocy tej definicji informacji jest bardzo istotna. Jedną z takich najstarszych i zarazem najbardziej skutecznych metod jest pokazywanie (wskazywanie na) jak największej liczby wzorców pozytywnych – przy użyciu wypowiedzi typu:
to jest A, oraz wzorców negatywnych – to nie jest A.
Wskazywanie na wzorce (tak pozytywne jak i negatywne) – czyli konkretne desygnaty danego pojęcia – dostarcza jedynie części informacji na temat znaczenia tego pojęcia.
Z jednej strony zawodność, a z drugiej skuteczność tej metody definiowania, unaocznić można poprzez wyobrażenie sobie sytuacji, że znaleźliśmy się wśród ludzi, którzy w ogóle nie mówią naszym językiem, my nie znamy ich języka, oraz nie znamy (my i oni) wspólnie żadnego innego języka. O lokalnych nazwach konkretnych przedmiotów dowiadywać się będziemy wyłącznie drogą wskazywania na ich egzemplarze – oczekując, że ktoś wypowie ich nazwę.

### Definiowanie poprzezrodziny znaczeniowe
Nie zawsze jest tak, że gdzie dana jest jedna nazwa, tam musi być również dana jedna wspólna własność rzeczy pod tę nazwę podpadających. Istnieje spora grupa nazw, którymi się posługujemy, a które nie poddają się definicji równościowej, bowiem klasa przedmiotów, do których się one odnoszą, jest nie tylko bardzo rozległa, ale i niejednolita. Pojęcia tego typu nazywane są „otwartymi”. (Najpopularniejsze przykłady nazw z tej klasy to: „gra”, „piękno”, „wartość estetyczna”, „sztuka”, „nauka”, „technika”.) Charakterystyczne dla nich jest to, że:
1. przedmioty przez nie oznaczane mają bardzo niewiele (lub wcale nie mają) cech wspólnych (np. dla pojęcia „gra” – rozumianego kolektywnie jako „gra miłosna”, „gra wojenna”, „gra sportowa”, „gra logiczna”: typu szachy, warcaby – nikomu nie udało się znaleźć jednej cechy wspólnej); lub
2. nie znamy jeszcze wszystkich desygnatów tych pojęć (np. dla pojęcia „sztuka” nie wiemy, co będzie za sztukę uznawane za 100 lat); i, jako takie;
3. są nazwami nieostrymi i niewyraźnymi.

O każdym z takich pojęć powiedzieć możemy, że ma jedynie tzw. „podobieństwo rodzinne”. Znaczenie tego terminu oddać można odwołując się (stąd zresztą pomysł Wittgensteina) do pojęcia „rodzina” w sensie zbioru ludzi powiązanych ze sobą więzami krwi i matrymonialnymi. W skład tak rozumianej rodziny wchodzi wiele rodzin – jedne ze strony matki, drugie ze strony ojca. Odnosząc uwagi te do pojęcia „gra”, zauważyć możemy przykładowo, że: dla sporej części gier wspólną cechą będzie współzawodnictwo, którego brakuje np. przy pasjansie, dla sporej części gier istnieje wygrana i przegrana, czego brakuje np. wtedy, gdy sami odbijamy piłkę od ściany, dla sporej liczby gier liczy się zręczność, której brakuje np. w szachach – ale wszystkie one w jakiś sposób są ze sobą spokrewnione. Widzimy skomplikowaną siatkę zachodzących na siebie i krzyżujących się podobieństw; podobieństw w skali dużej i małej. (Wittgenstein)

#### Metoda przykładówparadygmatycznychWittgensteina
Krok pierwszy: Celem określenia znaczenia nazwy układa się listę typowych przykładów (tzw. paradygmatów desygnatów), które na mocy przyjętych konwencji kulturowych podpadają pod jej zakres.
Krok drugi: Listę taką można modyfikować na bazie nowych informacji i konwencji. Modyfikacja polega na rozszerzeniu o nowe przypadki oraz na redukcji przypadków niewłaściwych. To, który przypadek jest niewłaściwy, okazuje się przy bliższym sprawdzeniu – określeniu podobieństwa rodzinnego. Z biegiem czasu osiągnięta zostaje lista minimalna, czyli taka, której zredukować nie można, ponieważ jej wszystkie desygnaty dotyczyć będą danego pojęcia.
Krok trzeci: Listę taką można poszerzać dalej w oparciu o nowe przypadki. Lista taka to lista paradygmatów desygnatów, na podstawie której buduje się znaczenie pojęcia.
Metoda tworzenia pojęcia przez znajdowanie takiej listy nazywana jest metodą przykładów paradygmatycznych.
Przykład: Chcemy określić znaczenie nazwy „dzieło sztuki”. Postępowanie (w bardzo ogólnym zarysie) wygląda tak:
Krok pierwszy: Układamy listę paradygmatów: np. Sonety krymskie, Mickiewicza, V Symfonia Beethovena, Ulisses Joyce’a, Jaskółczy ogon Dalego, Ziemia obiecana Wajdy, Gmach Centrosojuzu Le Corbusiera (w rzeczywistości lista powinna być znacznie dłuższa).
Krok drugi: Modyfikacja – Czy Cadillac Eldorado Convertible Serie Sixty-Two jest dziełem sztuki? Gdyby za dzieło sztuki uznać tylko wytwory pozbawione praktycznych zastosowań, z cadillaca należałoby zrezygnować. Skoro jednak architekturę, mającą walory użytkowe, uznaliśmy (a nie zawsze tak było) za sztukę (Le Corbusier), to trudno z naszego cadillaca zrezygnować. Skoro jednak przyjęliśmy, że samochód może być dziełem sztuki, to zapytajmy: Czy dziełem sztuki jest Trabant 601 Limusine? Próbujemy określić podobieństwo rodzinne. Dotychczas wymienione desygnaty (bez trabanta) zachwycały, albo wzruszały, albo wstrząsały nami. Trabant też wstrząsa (bo wywołuje odrazę), ale brakuje mu czegoś, co oddaje się słowem „kunszt” i czego nie brakuje innym desygnatom tu wymienionym. Trabantowi mówimy zatem: Nie! (W podobny sposób zapytać można i o inne przedmioty, co do których moglibyśmy zakładać, że stanowią dzieło sztuki. Wynikiem tych działań będzie minimalna lista, czyli taka, że usunięcie jednego z desygnatów pociągnie za sobą konieczność usunięcia jakiegoś innego desygnatu (desygnatów).
Krok trzeci: Poszerzanie listy o nowe przypadki to powtórzenie kroku drugiego (z uwzględnieniem tego, co w nim zostało włączone do zakresu pojęcia „dzieło sztuki”) do kolejnych przypadków, o których moglibyśmy przypuszczać, że mogłyby być desygnatami pojęcia „dzieło sztuki”. Z racji na to, że to, co nazywamy sztuką – pojęcie otwarte – wciąż się rozwija, powstają coraz to nowe wytwory, proces ten – poszukiwania desygnatów pojęcia „dzieło sztuki” jest niezakończony, dalej, w oparciu o wcześniejsze ustalenia, tworzymy listę paradygmatów desygnatów pojęcia „dzieło sztuki” i tym samym rozszerzamy jego zakres.

#### Definicja alternatywnaTatarkiewicza
Definicja alternatywna powstała na bazie metody przykładów paradygmatycznych. Jest ona zdaniem sprawy z tego, jak pojmowano znaczenie poszukiwanego pojęcia na przestrzeni dziejów, drogą wskazania na historycznie powstałe desygnaty – paradygmaty tego pojęcia i połączeniem ich przy pomocy spójnika alternatywy.
Schematycznie definicja przybiera postać:
N jest to n1 albo n2 albo n3 albo ... nx.
Przy czym, o ile zajdzie potrzeba, dołączyć można nowe człony alternatywy.
Przykład Tatarkiewicza: Dzieło sztuki jest odtworzeniem rzeczy bądź konstrukcją form, bądź wyrażaniem przeżyć, jednakże tylko takim odtworzeniem, taką konstrukcją, takim wyrazem, jakie są zdolne zachwycać bądź wzruszać, bądź wstrząsać.

### Zdania warunkowe
Jedną z odmian definicji cząstkowej stanowią zdania warunkowe, przedstawiane w dwóch postaciach:
1. Definicji podającej cząstkowe kryterium pozytywne:
symbolicznie: Wx→Px
słownie: Jeśli przedmiot x ma własność W, to ma własność P.
2. Definicji podającej cząstkowe kryterium negatywne:
symbolicznie: Ex→~Px
słownie: Jeśli przedmiot x ma własność E, to nie ma własności P.
Godnym odnotowania jest tu fakt, że gdyby wszystkie przedmioty x spełniały albo warunek W, albo warunek E, to para definicji Wx→Px oraz Ex→~Px stanowiłaby definicję równościową terminu definiowanego P. Nie zawsze się tak dzieje, dlatego obie łącznie tworzą jedynie definicję cząstkową.
Przykłady:
Jeśli x jest elipsą, to x jest orbitą planety.
Jeśli x jest okręgiem, to x nie jest orbitą planety.
Jeśli x ma dwadzieścia lat, to x jest osobą dorosłą.
Jeśli x ma szesnaście lat, to x nie jest osobą dorosłą.
Jako okres warunkowy wyrażenia te podają tylko niektóre kryteria stosowalności niezbędne dla stosowania terminów: „orbita planety” i „osoba dorosła”.
Odmianą zdań warunkowych są definicje redukcyjne.

#### Definicja redukcyjna
Definicja redukcyjna służy do definiowania terminów teoretycznych (czyli takich, które nie są spostrzeżeniowymi, i do spostrzeżeniowych pozostają w określonych stosunkach definicyjnych). Pojęć (predykatów) dyspozycyjnych nie daje się definiować równościowo w oparciu o terminy spostrzeżeniowe, czyli terminy, których konotację stanowi cecha obserwowalna zmysłowo (np. jakiś kolor, dźwięk, itp.). Predykaty te przypisują pewnym obiektom dyspozycje do reagowania tak a nie inaczej w określonych warunkach (np. „rozpuszczalny w wodzie”, „odporny ma mróz”, „kochliwy”). Na podstawie analizy predykatu „rozpuszczalny w wodzie” przedstawić można ten sposób definiowania. Predykat ten wprowadzić można przy pomocy tzw. obustronnego zdania redukcyjnego R:
symbolicznie: (R)(x)(t) Q1(x,t) → [Q3(x,t) ≡ Q2(x,t)]
słownie: jeżeli ciało x zostaje w czasie t umieszczone w wodzie, to jeśli x jest rozpuszczalne w wodzie, x rozpuszcza się w czasie t, a jeśli nie jest rozpuszczalne – x nie rozpuszcza się w czasie t.
Generalizując problem, terminy dyspozycyjne definiować można w następujący sposób. Chcąc zdefiniować jakiś predykat Q3 przy pomocy predykatów Q1, Q2, Q4, Q5, tworzymy w tym celu parę redukcyjną składającą się z dwóch zdań:
(R1) O ile przedmiot x poddamy testowi Q1, to jeśli x zachowa się w sposób Q2, to ma własność Q3.
Symbolicznie: Q1 → (Q2→Q3)
(R2) O ile przedmiot x poddamy testowi Q4, to jeśli zachowa się w sposób Q5, to nie ma własności Q3.
Symbolicznie: Q4 → (Q5→~Q3)
Para R1, R2 określa sens empiryczny, czyli zakres empirycznej stosowalności, terminu Q3. Gdy spełniono Q1 oraz Q2 wtedy Q3 ma zastosowanie. Gdy spełniono Q4 oraz Q5 na mocy R2 zdanie Q3 nie ma zastosowania. O ile testy Q1 lub Q4 nie zostały wykonane, predykat Q3 pozbawiony jest empirycznego sensu. Możliwe jest również rozbudowywanie par redukcyjnych i przekształcenie ich w koniunkcyjnie lub alternatywnie połączone tzw. łańcuchy redukcyjne, jak również budowę tzw. obustronnych zdań redukcyjnych, tj. gdy: Q1 ≡ Q4 oraz Q2 ≡ ~Q4

#### Definicja operacyjna
Definicje operacyjne najczęściej tworzone są przy pomocy zdań redukcyjnych. Definicja operacyjna to taka definicja cząstkowa, w której znaczenie definiowanej nazwy określane jest drogą podania czynności (operacji) niezbędnych do określenia znaczenia tej nazwy. Przykładowo:
czas definiować można przy pomocy pomiarów dokonanych za pomocą zegarów kwarcowych;
prawdziwość zdania definiować można poprzez opis czynności je potwierdzających;
wiek drzewa definiować można poprzez pomiar długości i kształtu słojów w jego przekroju;
długość definiować można za pomocą pomiarów dokonanych przy użyciu pręta mierniczego.
Przy takim rozumieniu znaczenia nazwy "definicja operacyjna" należy mieć na względzie, że:
1. definiowany termin ma znaczenie (sens) jedynie w tej dziedzinie, gdzie wykonywalne są opisywane operacje (przykładowo: pomiar długości <odległości> przy użyciu pręta mierniczego w skali odległości kosmicznych pozbawiony jest sensu);
2. nazwy opisywane przy pomocy różnych operacji różnią się między sobą znaczeniem – bowiem znaczenie nazwy tworzy opis czynności pomiarowych (przykładowo: pojęcie inteligencji mierzonej przy pomocy różnych testów).

Definicje operacyjne najczęściej przedstawia się za pomocą zdania redukcyjnego o postaci:
Πx [Px → (Qx ≡ Sx)]
Q reprezentuje definiowaną nazwę, P reprezentuje opis wykonanej operacji, S reprezentuje opis zachowania się przedmiotu x poddawanego operacji.
Przykład definicji: Jeśli do x przyłożyć pręt mierniczy, to x ma metr długości wtedy i tylko wtedy, gdy końce przedmiotu x pokrywają się z końcami pręta mierniczego.

## Definicje fałszywe
Koniecznym warunkiem prawdziwości definicji równościowej musi być tożsamość zakresowa jej członów – definiendum i definiens muszą być zakresowo tożsame. A zatem: Definicja fałszywa jest to taka definicja, w której nie zachodzi stosunek tożsamości zakresowej definiendum i definiensa.
Biorąc pod uwagę powyższą relację, wyróżnia się następujące odmiany definicji fałszywej:
- definicja za wąska;
- definicja za szeroka;
- definicja, której człony krzyżują się zakresowo;
- definicja zawierająca błąd przesunięcia kategorialnego.

Definicją fałszywą może być jedynie definicja sprawozdawcza, tylko ona bowiem podlegać może zarzutowi fałszu, ponieważ informacja, którą podaje, może nie być zgodna z zastanym znaczeniem wyrazu.

### Definicja za wąska
Definicja jest za wąska, gdy definiens jest zakresowo podrzędny względem definiendum.
Przykłady (wszystkie podane w tym miejscu <1-8> biorą wyrazy w ich zwykłym znaczeniu!):
1. Marynarz jest to osoba pływająca na statku handlowym.
Błąd: za wąski definiens – istnieją marynarze pływający np. na statkach pasażerskich, wojennych.
2. Robotnik jest to pracownik fizyczny zatrudniony w przedsiębiorstwie państwowym.
Błąd: za wąski definiens – istnieją pracownicy fizyczni zatrudnieni np. w przedsiębiorstwach prywatnych.

### Definicja za szeroka
Definicja jest za szeroka, gdy definiens jest zakresowo nadrzędny względem definiendum.
Przykłady:
3. Adwokat jest to osoba wykonująca zawód prawnika.
Błąd: za szeroki definiens – istnieją osoby wykonujące zawód prawnika, które nie są adwokatami, np. prokurator czy sędzia.
4. Krowa jest to ssak roślinożerny.
Błąd: za szeroki definiens – istnieją roślinożerne ssaki, niebędące krowami, np. owca.

### Definicja, której człony krzyżują się zakresowo
Jest to definicja, w której definiendum i definiens krzyżują się zakresowo.
Przykłady:
5. Powieść jest to utwór literacki napisany prozą.
Błąd: krzyżowanie się zakresów definiendum i definiensa – istnieją powieści nienapisane prozą np. Grażyna Mickiewicza oraz istnieją utwory literackie napisane prozą niebędące powieściami, np. opowiadania.
6. Stół jest to mebel służący do spożywania posiłków.
Błąd: krzyżowanie się zakresów definiendum i definiensa – istnieją stoły nienadające się, ze względu na przypisywaną im funkcję, do spożywania posiłków (np. szpitalny stół operacyjny) i istnieją meble służące m.in. do spożywania posiłków, które nie są stołami (np. krzesła, taborety).

### Definicja zawierająca błąd przesunięcia kategorialnego
jest to taka definicja, której człony (definiendum i definiens) pozostają do siebie w zakresowym stosunku wykluczania.
Przykłady:
7. Piękno jest to piękna młoda kobieta.
Błąd: wykluczanie się zakresów – ani piękno nie jest piękną młodą kobietą, ani piękna młoda kobieta nie jest pięknem. Zakresy definiendum i definiensa mówią o zupełnie innych klasach przedmiotów, definiendum jest przedmiotem abstrakcyjnym (idealnym) a definiens jest przedmiotem realnie istniejącym. Strukturalnie przedmioty te należą do różnych kategorii: idealnych własności i konkretów.
8. Sprawiedliwość to tyle, co wszystkie uczynki sprawiedliwe.
Błąd: wykluczanie się zakresów – ani sprawiedliwość nie jest sumą uczynków sprawiedliwych, ani suma uczynków sprawiedliwych nie tworzy sprawiedliwości. Zakresy definiendum i definiensa mówią o zupełnie innych klasach przedmiotów, definiendum jest przedmiotem abstrakcyjnym (idealnym), a definiens jest zbiorem zdarzeń realnie istniejących.

## Definicje nieinformujące
Definicja nieinformująca to taka definicja, która nie spełnia co najmniej jednego z następujących trzech warunków:
1. jej człon definiujący (definiens) jest zrozumiały dla osoby (osób), dla której (których) definicja jest przeznaczona;
2. osoba (osoby), do której (których) definicja jest adresowana, rozumie (rozumieją) człon definiujący (definiens) tej definicji właściwie;
3. człon definiujący definicji nie zawiera wyrazu (zwrotu) definiowanego.

Jej podstawowe odmiany to:

### Definicja zawierająca błądignotum per ignotum
Pogwałcenie warunku pierwszego: Błąd ignotum per ignotum (nieznanego przez nieznane) jest to błąd polegający na tym, że zarówno definiendum jak i definiens są wyrażeniami niezrozumiałymi.
Przykłady:
1. Dusza jest to pierwsza entelechia ciała.
2. Bycie bytu jest to nicościowanie się nicości.
Należy mieć na względzie, że niezrozumiałość definiensa ma charakter względny, ponieważ znawcy filozofii Arystotelesa (df. 1) doskonale wiedzą co to jest entelechia, a znawcy filozofii Heideggera (df. 2) co to jest nicościowanie się nicości. Ową względność unaocznić można, przytaczając następującą definicję:
3. Okrąg jest to zbiór punktów oddalonych dokładnie o zadaną odległość od jednego zadanego punktu na płaszczyźnie.
Z punktu widzenia osoby przynajmniej intuicyjnie uchwytującej znaczenia słów: "zbiór", "zadany punkt", "zadana płaszczyzna", definicja będzie adekwatna treściowo (prawdziwa). Z punktu widzenia np. pierwszoklasisty definiens jest całkowicie, lub przynajmniej w znacznym stopniu, uniemożliwiającym zrozumienie całości, niezrozumiały. Dlatego, proponując jakąś definicję, uwzględniać należy jej adresata.

### Definicja myląca
Pogwałcenie warunku drugiego: Błąd ten polega na tym, że niewłaściwe zrozumienie członu definiującego (definiensa) pociąga za sobą niewłaściwe rozumienie definiendum.
Przykład:
Prawda jest to wyraz szczerego przekonania.
Błąd: w tym konkretnym przypadku definiens jest tu potraktowany emocjonalnie, co sugeruje, że definiendum ma wymiar emocjonalny. "x jest szczerze przekonany, że p" nie świadczy o tym, że p, świadczy, co najwyżej, że x pod wpływem jakichś przeżyć psychicznych o podłożu emocjonalnym (np. głębokiego smutku czy wielkiej radości) utrzymuje, że p.

### Definicjatautologiczna
Pogwałcenie warunku trzeciego: Definicja tautologiczna to taka definicja, w której definiensie powtórzone jest definiendum (w której zwrot definiujący powtarza zwrot definiowany). Powtórzenie w definiensie nie przyczynia się do lepszego zrozumienia definiendum, jest bowiem wyłącznie powtórzeniem definiendum. Występuje ona w dwóch odmianach:

#### Definicja zawierająca błądidem per idem
Definicja zawierająca błąd to samo przez to samo, nazywana jest również "definicją wyraźnie tautologiczną". Ma taki schemat: p jest to p.
Przykłady:
1. Okrąg jest to zbiór punktów oddalonych dokładnie o zadaną odległość od środka okręgu.
2. Dialektologia jest to nauka o dialektach.

#### Definicja zawierająca błądcirculus in definiendo
Definicja zawierająca błąd koło w określaniu (koło w definiowaniu), zwana również "definicją pośrednio tautologiczną" przebiega według następującego schematu: Wyrażenie P definiujemy przy pomocy wyrażenia Q, które z kolei definiujemy przy pomocy wyrażenia P. (W ciągu definicji tworzących błędne koło może występować oczywiście więcej niż dwa wyrażenia, np. wyrażenie P definiujemy przy pomocy wyrażenia Q, wyrażenie Q przy pomocy wyrażenia R, a wyrażenie R przy pomocy wyrażenia P, itd.)
Przykłady:
Logika jest to nauka o poprawnym rozumowaniu - Poprawne rozumowanie to takie, które przebiega wedle ściśle określonych reguł - Ściśle określone reguły wyznacza logika.

## Literatura dodatkowa
- Kazimierz Ajdukiewicz, Logika pragmatyczna, PWN, Warszawa 1962;
- Tadeusz Kotarbiński, Elementy teorii poznania, logiki formalnej i metodologii nauk, Zakład Narodowy Imnienia Ossolińskich – Wydawnictwo, Wrocław – Warszawa – Kraków, 1961;
- Tadeusz Kotarbiński, Kurs logiki dla prawników, Gebethner i Wolf, Warszawa 1951;
- Tadeusz Kwiatkowski, Wykłady i szkice z logiki ogólnej, Wydawnictwo UMCS, Lublin 2002;
- Narcyz Łubnicki, Nauka poprawnego myślenia, PWN, Warszawa, 1963;
- Witold Marciszewski [red.], Mała encyklopedia logiki, Zakład Narodowy Imienia Ossolińskich – Wydawnictwo, Wrocław – Warszawa – Kraków, Gdańsk – Łódź, 1988;
- Władysław Tatarkiewicz, Sztuka: dzieje pojęcia [w] Tatarkiewicz, Dzieje sześciu pojęć, PWN, Warszawa 1975;
- Ludwig Wittgenstein, Dociekania filozoficzne, Wydawnictwo Naukowe PWN, Warszawa, 2004.